# انتر (هلند)
انتر (به هلندی: Enter) یک منطقهٔ مسکونی در هلند است که در ویردن واقع شده‌است. انتر ۷٬۵۰۰ نفر جمعیت دارد.